# Pendant

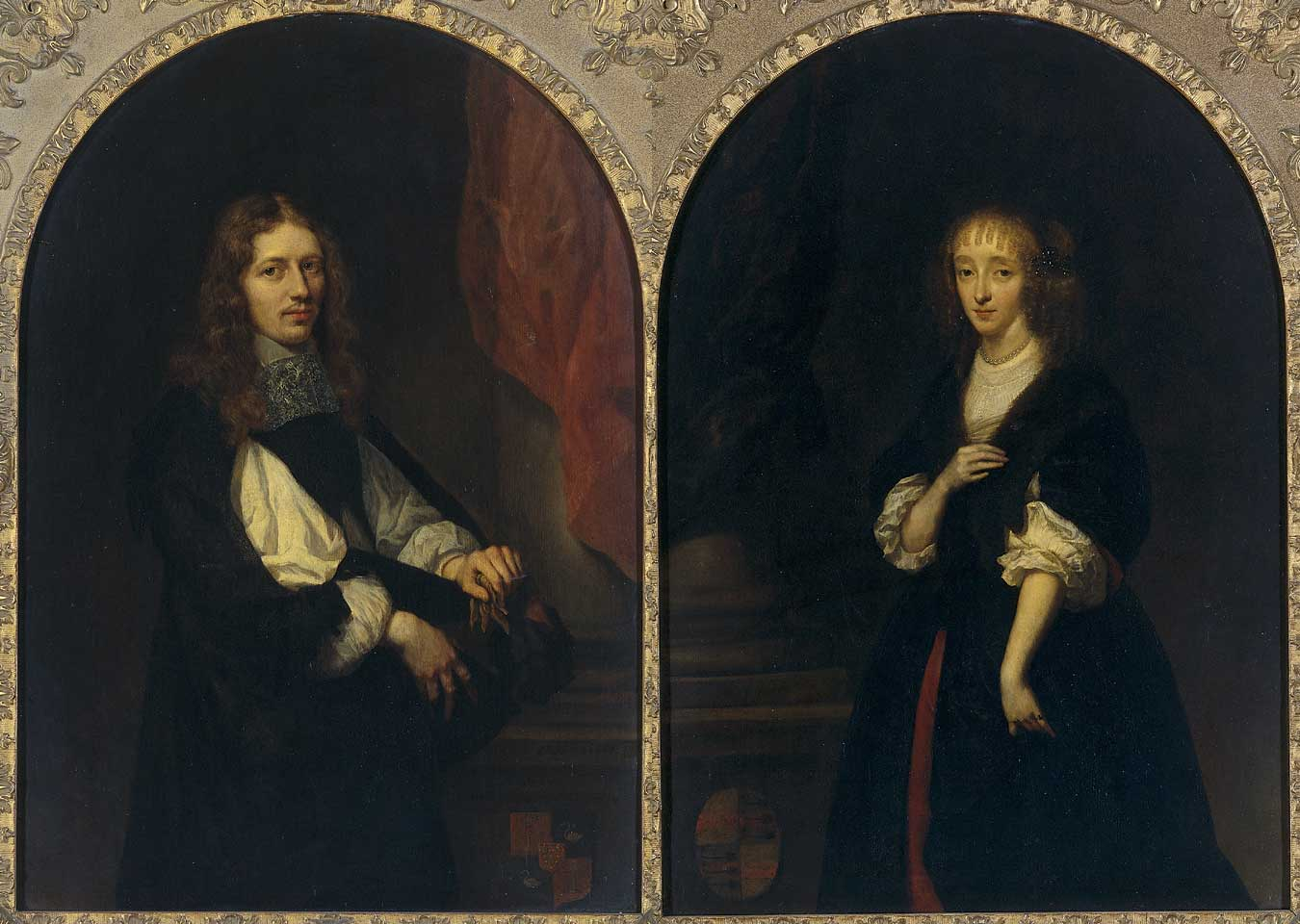
Pieter de Graeff en zijn echtgenote Jacoba Bicker, geschilderd in 1663 door Caspar Netscher, Rijksmuseum Amsterdam

Een pendant is een tegenhanger. Het woord kan zowel letterlijk als figuurlijk gebruikt worden.
Pendanten in de kunst zijn bijvoorbeeld twee bij elkaar behorende werken, zoals schilderijen, beeldhouwwerken of meubelstukken. Ze zijn gemaakt om samen te worden getoond. Bij schilderijen gaat het vaak om twee werken van ongeveer dezelfde afmetingen. In het geval van huwelijksportretten staan de man en de vrouw vaak naar elkaar toe. Op beide schilderijen worden vaak dezelfde objecten en meubels gebruikt (in elkaars spiegelbeeld) en maken de personen soms oogcontact.
Het woord is afgeleid van het Franse pendre (hangen, zweven) en had oorspronkelijk betrekking op concrete zaken, zoals een paar oorhangers. De abstracte betekenis is hieruit ontstaan. Ook het Engelse pendant in de betekenis 'hanger' (sieraad) komt uit het middeleeuwse Frans. In het Duits heeft het begrip dezelfde betekenis als in het Nederlands.
Ook in de fonologie wordt het woord gebruikt. Zo zijn /s/ en /z/ pendanten van elkaar, aangezien zowel de manier als plaats van articulatie hetzelfde is, maar het verschil is dat /z/ stemhebbend is en /s/ stemloos.